# Qosqophryne
Qosqophryne is een geslacht van kikkers uit de familie Strabomantidae. Het geslacht behoort tot de onderfamilie Holoadeninae. De groep is voor het eerst wetenschappelijk beschreven in 2020 door Alessandro Catenazzi, Luis Mamani, Edgar Lehr en Rudolf von May. Er behoren 3 soorten bij het geslacht Qosqophryne, oorspronkelijk afkomstig van het geslacht Bryophryne. Qosqophryne komt endemisch voor in het departement Cuzco in Peru in nevelwouden, bergbossen en vochtige graslanden op hoogtes van 3270 tot 3800 meter boven het zeeniveau.

## Soorten
- Qosqophryne flammiventris (Lehr & Catenazzi, 2010)
- Qosqophryne gymnotis (Lehr & Catenazzi, 2009)
- Qosqophryne mancoinca (Mamani, Catenazzi, Ttito, Mallqui & Chaparro, 2017)

Bahius ·
Barycholos ·
Bryophryne ·
Euparkerella ·
Holoaden ·
Microkayla ·
Noblella ·
Psychrophrynella ·
Qosqophryne